# Копецкий, Матей
Матей Копецкий (чеш. Matěj Kopecký; 24 февраля 1775[…], Либчаны, Королевство Богемия, Габсбургская монархия[…] — 3 июля 1847[…], Колодее над Лужници, Королевство Богемия, Австрийская империя) — чешский актёр театра кукол, просветитель и театральный деятель. Один из основоположников чешского театра кукол.

## Биография
Матей родом из семьи бродячих комедиантов. В 1797 году получил право на собственный показ спектаклей. В 1800 году был призван в Австрийскую армию и вернулся к выступлениям лишь в 1820 году.
В годы Австрийского владычества, когда в театрах Чехии было запрещено исполнение пьес на родном языке, Матей Копецкий был одним из пропагандистов чешского языка.
Юлиус Фучик писал о нём: «Имя Матея Копецкого мы называем теперь среди имён знаменитых людей, прославивших чешское просвещение… Копецкий был не просто хорошим кукольником, а настоящим народным будителем».
В репертуаре театра Матея Копецкого были обработки старинных сюжетов («Фауст», «Дон Жуан», «Геркулес» и другие), народных чешских сказаний («Олдржих и Вожена», «Ян Гус», «Пан Франц из замка» и др.), пьес Шекспира («Шейлок»), Мольера, Й. Тыла, Я. Штепанека, В. Клицперы, сатирические сценки, главным героем которых был добродушный и жизнерадостный Кашпарек.
В 1862 году были изданы записи 61 пьесы из репертуара Матея Копецкого и они стали классикой драматургии для кукольного театра. Композитор Б. Сметана писал увертюры к пьесам Копецкого («Фауст», «Олдржих и Божена»).
Традиции Матея Копецкого продолжали его сын Вацлав Копецкий, внук Антонин Копецкий и правнучка Арношта.
Подлинная деревянная марионетка, с которой выступал Матей Копецкий, хранится в Пражском национальном музее.
Умер в Колодее над Лужници. Погребён в городе Тин-над-Влтавоу.